# معيذر
معيذر هي مدينة قطرية تابعة لبلدية الريان، ولقد سميت معيذر بهذا الاسم نسبة إلى روضة وتعني منخفض، والرياض هي منخفضات ذوات أشكال وأبعاد متباينة، فقد تكون دائرية أو مستطيلة. ولانخفاض مستوى الأرض فيها فإنها تتلقى الرواسب المحمولة بالمياه والرياح، علاوة على ماء الانسياب السطحي، ولذلك هناك أنواع من النباتات المعمرة التي تنمو في الرياض مثل السدر والعوسج والسمر. فالمعيذر هو الروضة الصغيرة التي تتبع روضة كبيرة وعادة ما يكون مضاف إلى المعذر اسم آخر وهو اسم الروضة الكبيرة التي يتبعها. ويتخذ البدو من هذا المعذر مكان لحفظ حيواناتهم بعيداً عن منطقة إقامتهم. وقد أُطلق على هذه الروضة اسم المعيذر لأنها كثيراً ما تُتّخذ لحفظ الحيوانات، وبها نادي رياضي يسمى نادي معيذر الرياضي .